# هانونغ برامانتيو
هانونغ برامانتيو (بالإندونيسية: Hanung Bramantyo) مخرج إندونيسي معروف بأفلامه التي تتراوح من الرومانسية للمراهقين إلى الدراما الدينية.
بعد أن أصبح مهتمًا بالمسرح عندما كان طفلاً، ظهر برامانتيو لأول مرة مع الفيلم القصير تلوتور عام 1998. ظهر لأول مرة في عام 2004 مع براونيز. بعد إخراج العديد من الأفلام التجارية أخرج الرومانسية الدينية لعام 2008 آيات آيات شينتا، والتي حققت نجاحًا نقديًا وتجاريًا. منذ ذلك الحين أخرج العديد من الأفلام ذات الموضوعات الدينية، بالإضافة إلى فيلمين متعلقين بالرياضة.
وقد لوحظت أعمال برامانتيو على أنها تغطي مجموعة متنوعة من الأنواع والأيديولوجيات السياسية، حيث كانت معظم أعماله المبكرة رومانسية المراهقين في حين أن أعماله الأخيرة كانت دراما دينية. وقد شهد أيضًا جدلًا حول تصويره للإسلام. ومع ذلك تلقت أفلامه العديد من الجوائز، بما في ذلك جوائز سيترا لأفضل مخرج في مهرجان الفيلم الإندونيسي.

## النشأة
ولد برامانتيو في يوجياكارتا في 1 أكتوبر 1975، من أب يعمل مستورد للجلود اسمه سليم بورنومو وزوجته مولياني، وهو الأكبر بين خمسة أطفال. قام أبوه بتدريسه في المدارس التي تديرها المحمدية هناك. أثناء وجوده في المدرسة أصبح مهتمًا بالمسرح، في سنوات دراسته الثانوية أدى هجاء صموئيل بيكيت في انتظار غودو بقواته. بعد التسرب من برنامج الاقتصاد في الجامعة الإسلامية في إندونيسيا، درس برامانتيو في معهد يوجياكارتا للتربية والتعليم. بعد ترك الدراسة انتقل إلى جاكرتا حيث درس في معهد جاكرتا للفنون.

## مساره المهني
أصدر برامانتيو أول فيلم قصير له باسم تلوتور في عام 1998. تعامل مع راقصة كسرت ساقها من قبل عضو في الحزب الشيوعي الإندونيسي. تبع ذلك الفيلم التلفزيوني عمل ترويض الزجاج على الرغم من تردده في البداية في الأفلام التجارية بسبب ضغط الأقران في يوجياكارتا، إلا أنه انجرف فيما بعد نحو المزيد من الأفلام السائدة.
بداية من فيلم براونيز لعام 2004 كانت أولى أفلام برامانتيو التجارية هي الدراما الرومانسية والمراهقة. الأفلام التي تم إصدارها خلال هذه الفترة تشمل فيلم ملاحظات من نهاية المدرسة 2005، وفيلم جومبلو عازب 2005، وفيلم الرعب أنت واحد فقط، وغيرها من الأعمال.
في عام 2008 أخرج برامانتيو الرومانسية الإسلامية آيات آيات سينتا (آيات الحب)، على أساس رواية تحمل نفس الاسم لحبيب الرحمن الشيرازي. يعود الفضل للفيلم الذي شاهده 1.5 مليون شخص في الأيام التسعة الأولى له إلى بدء موجة من الأفلام الأخرى ذات الطابع الإسلامي. من بين الأفلام الأخرى التي أخرجها عن الإسلام ، فيلم الفتاة ذات الكوفية حول رقبتها لعام 2009 والسيرة ذاتية لمؤسس المحمدية أحمد دحلان.
في يناير 2010 تم استدعاء برامانتيو كشاهد فيما يتعلق بمخطط بونزي الذي تديره ليهان. ورد أن أحد أفلام برامانتيو أسماء للحسناء، واستخدم الأرباح من الاحتيال في إخراج الفيلم.

## الجدل
أثارت العديد من أفلام برامانتيو الجدل حول كيفية تعامله مع الدين. تلقى فيلم سينتا آيات آيات انتقادات لوجود واحدة من الشخصيات الرئيسية ماريا تحولت من المسيحية إلى الإسلام. انتقد علماء الدين المسلمون بيرمبوان بيركالونغ سوربان، بينما أثار ترشيح سانج بنسيرا لأفضل فيلم في مهرجان الفيلم الإندونيسي جدلاً، حيث تم استبعاده لأنه لا يستوفي المعايير دون مزيد من التعليقات. تلقى انتقادات من عدة مجموعات دينية، بما في ذلك جبهة المدافعين الإسلاميين ومجلس العلماء الإندونيسي و بانسر التي تعد جزء من نهضة العلماء لمواضيعه التعددية وتصويرات الإرهاب. وتلقى فيلم بينجيغار أنجين انتقادات لكونه ترويجي وتسويقي بشكل مفرط.
يميل برامانتيو إلى التقليل من شأن الجدل. ردا على الانتقادات غرد في البداية أن الاحتجاجات كانت ترقية مجانية، في وقت لاحق قطع عدة مشاهد تحت ضغط متزايد. وفي وقت لاحق من ذلك العام رد على الانتقادات لـ بنجيغار أنجين بالقول أن التمويل الإضافي سمح له برواية «قصة محلية» بفيلم عالي الجودة.

## روابط خارجية
- هانونغ برامانتيو على موقع IMDb (الإنجليزية)
- هانونغ برامانتيو على موقع أول موفي (الإنجليزية)
- هانونغ برامانتيو على موقع قاعدة بيانات الفيلم (الإنجليزية)
- هانونغ برامانتيو على موقع كينوبويسك (الروسية)